# More Than That
«More than That» (en español: «Más que eso»), es una canción interpretada por la boyband estadounidense Backstreet Boys, incluida en su cuarto álbum de estudio titulado Black & Blue (2000), publicado como el tercer sencillo del mencionado álbum bajo el sello discográfico Jive el 16 de abril de 2001. Llegó al número 27 en US Billboard Hot 100 y estuvo durante 20 semanas, y llegó al número 12 en UK Singles Chart. Le fue pobremente comparado con sus otros sencillos de los Backstreet Boys, vendiendo sólo 800 000 copias y falló en llegar al Top 10 en cualquiera de sus mercados principales. Sin embargo, le fue bien en TRL donde el vídeo salió al aire el 17 de agosto de 2001.
Un radio remix fue hecho por Rodney "Darkchild" Jerkins para las estaciones de radio, como también el vídeo musical. La diferencia principal entre las versiones es una canción de percusión alternativa.

## Lista de canciones
CD Promocional
1. «More Than That» [Radio Mix]

Europa Parte 1
1. «More Than That» [Radio Mix]
2. «More Than That»

Europa Parte 2
1. «More Than That» [Radio Mix]
2. «More Than That»
3. «The Call» [Neptunes Remix With Rap]

Australia
1. «More Than That» [Radio Mix]
2. «More Than That»
3. «The Call» [Neptunes Remix With Rap]
4. «More Than That» [Hani Mixshow Remix]
5. «More Than That» [Music Video]

Japón
1. «More Than That» [Radio Mix]
2. «More Than That»
3. «The Call» [Neptunes Remix With Rap]
4. «The Call» [Earthtone III Remix]

## Vídeo musical
El vídeo musical fue dirigido por Marcus Raboy en abril de 2001. El vídeo presenta dos sets de escenas: Una en que la banda canta en un hangar desértico con una gran pantalla detrás de ellos mostrando varias escenas: un desierto, una ciudad con un tráfico intenso, un cielo nublado, luces, y a lo último, un atardecer. Las otras escenas muestran a la banda caminando en el desierto, como una banda, y conduciendo en dos convertibles en el camino desértico. Las imágenes en la pantalla también son utilizadas en el vídeo. El vídeo debutó en el Número 1 en TRL el 15 de mayo de 2001.